# Bill Ramsay
Bill Ramsay, född 1 juni 1928, död 30 juni 1988, var en friidrottare från Australien. Han deltog vid olympiska sommarspelen 1948.